# Хорватський державний архів
45°48′22″ пн. ш. 15°58′13″ сх. д. / 45.80611111° пн. ш. 15.97027778° сх. д.
Хорватський Державний Архів у Загребі (ХДА) є центральною архівною установою в Республіці Хорватія. Він надає архівні послуги, пов'язані з колишньою та поточною документацією державних органів влади, державних та громадських установ та підприємств, юридичних осіб, родин та фізичних осіб, чия діяльність покриває всю чи більшу частину Хорватії або має національне значення.

## Історія
Традиційною точкою відліку історії Хорватського Державного Архіву вважають 1643 рік, коли, згідно з рішенням Хорватського Сабору, державний казначей Іван Закмарді де Діанковец дозволив створення спеціальної Скрині Привілеїв Королівства для зберігання державних хартій, привілеїв, грамот та нормативних актів.
Увесь час губернатори, бани і протонотарії офіційні документи залишили при собі, тому, урешті-решт, Сабор приймає правила по здачі офіційних документів в Архів Королівства, і призначає 1744 року Ладіслав Кіра першим архіваріусом. У 1745 році Сабор дає йому спеціальну інструкцію, першу відому в Хорватії, про організацію, розташування, каталогізацію та збереження паперів Королівства.
Перед хорватсько-угорською угодою Королівський земельний архів стає допоміжним органом Земельної влади, котра 1870 року видає закон про Земельний архів у Загреба з положеннями про користування матеріалами, які архів відкриває для громадськості. Із 1962 року він існує під назвою Архів Хорватії і розширює свою діяльність шляхом створення Лабораторії із консервації та реставрації та Лабораторії із безпечного запису, а в 1979 р. створена Хорватська кінотека як національний кіноархів, що мав функцію збереження національної кінематографічної спадщини. Після здобуття Хорватією незалежності цей архів стає найвищою установою національної архівної служби і отримує назву Хорватський державний архів. Отже, за кілька століть постав хорватський національний архів, який розрісся шляхом створення окремих підрозділів, які взяли на себе специфічні ролі в архівній службі.

## Структура
ХДА сьогодні має 160 працівників, що задіяні в наступних відділах:
- Відділ Захисту й Обробки Архівних записів;
- Відділ Інформації та Зв'язків;
- Відділ ІТ, Хорватський Кіноархів;
- Центральна Лабораторія зі Зберігання та Відновлення;
- Центральна Фотолабораторія;
- Відділ Тлумачних і Фінансових послуг;
- Відділ Архіву Загребського Архідіоцезу.

## Об'єм фондів
Хорватський Державний Архів на сьогодні нараховує більше 23 500 метрів архівних записів, котрі датуються від Х століття до сучасності і розміщені у більше ніж 1 850 архівних фондах та колекціях, в основному створених центральними адміністративними органами влади та освітніми, культурними, медичними й військовими інститутами. Зокрема, показовими є документи, створені хорватськими емігрантами та відомими людьми чи родинами, що належать до хорватського культурного кола.